# Клічкі
Клічкі (пол. Kliczki) — село в Польщі, у гміні Реґімін Цехановського повіту Мазовецького воєводства.
Населення — 92 особи (2011).
У 1975-1998 роках село належало до Цехановського воєводства.

## Демографія
Демографічна структура станом на 31 березня 2011 року:
|          | Загалом | Допрацездатний вік | Працездатний вік | Постпрацездатний вік |
| -------- | ------- | ------------------ | ---------------- | -------------------- |
| Чоловіки | 42      | 10                 | 30               | 2                    |
| Жінки    | 50      | 4                  | 33               | 13                   |
| Разом    | 92      | 14                 | 63               | 15                   |